# Spoed (seizoen 10)
Reeks 10 van Spoed werd voor de eerste keer uitgezonden tussen 13 maart 2007 en 5 juni 2007. De reeks telt 13 afleveringen. Er is ook een vernieuwde begingeneriek.

## Hoofdcast
- Kurt Rogiers (Filip Driessen)
- Ann Van den Broeck (Iris Van de Vijver)
- Leo Madder (Luc Gijsbrecht)
- Sven De Ridder (Steven Hofkens)
- Magda Cnudde (Bea Goossens)
- Karina Mertens (Ellen Van Poel)
- Hans Van Cauwenberghe (Karel Staelens)
- Amaryllis Temmerman (Femke Vincke)
- Govert Deploige (Wim Michiels)
- Sébastien De Smet (Sam Vermoessen)
- Nele Bauwens (Anne-Sophie De Maeyer)
- Christel Van Schoonwinkel (Kathy Pieters)

## Vaste gastacteurs
(Personages die door de reeksen heen meerdere keren opduiken)
- Myriam Bronzwaar (Frie Van Assche)
- Jos Dom (André Maenhout)
- Koen Schepens (Yves Servaes)
- Kurt Van den Driessche (Tom Gijsbrecht)

## Verhaallijnen
Bob is vertrokken en Wim Michiels is de nieuwe hoofdverpleger. Ook worden er 2 nieuwe verpleegkundigen aangenomen: Sam Vermoessen en Anne-Sophie De Maeyer. Luc is terug medisch directeur en wil een adjunct aanstellen. Steven stelt zich kandidaat, maar Luc vraagt ook aan Filip of hij dit niet ziet zitten. De strijd tussen de 2 barst los, heviger dan ooit tevoren. Door al dit geruzie beslist Luc om zelf alles op zich te nemen. Ellen is nog steeds op de versiertoer en nu moet Filip eraan geloven. Kathy ontdekt een melanoom op haar pols en na een bloedonderzoek blijkt dat ze in het stadium van aids is gekomen. Wanneer André dit hoort, verplicht hij haar met ziekteverlof te sturen. Kathy pikt dit niet en laat de eer aan zichzelf: ze neemt ontslag. Ellen’s jeugdtrauma komt aan het licht. Enkel Filip weet het, en ook Luc wordt op de hoogte gebracht. Ellen weet nu dat ze Filip kan vertrouwen en stort af en toe haar hart bij hem uit. Hierdoor wordt Iris stikjaloers. Ellen maakt misbruik van Filip’s goedheid. In de koffiekamer bekent ze dat ze verliefd op hem is, maar Filip zegt dat ze het gevoel van verliefd zijn verwart met oprechte vriendschap. Ellen laat zich niet uit haar lood slaan en kust hem, net op het moment dat Iris binnenkomt. Wim werkt zich kapot om de reorganisatie in goede banen te leiden, maar veel resultaat is er niet. Bea is 25 jaar in dienst en wordt in de bloemetjes gezet tijdens een receptie. Anne-Sophie en Sam geven in de koffiekamer toe aan hun gevoelens voor elkaar. Iris en Filip zijn nog lang niet zo ver. Hij slooft zich nochtans uit om Iris duidelijk te maken dat hij niets voor Ellen voelt, maar Iris voelt zich gekwetst en houdt de boot af. Karel wil verpleegkunde studeren. De combinatie van zijn werk en studie valt hem echter zwaar en hij valt meer dan eens boven zijn boeken in slaap in de koffiekamer. Wim kan dit niet appreciëren. Nadat Karel een vrouw omver rijdt met zijn ambulance en de vrouw ook nog eens sterft, gooit hij zijn boeken in de vuilbak. Net op het moment dat alles weer goed zit tussen Iris en Filip, is Tom na 4 jaar terug uit Engeland. Zowel voor Luc als Iris is dit een grote verrassing. Nu is het Filip zijn beurt om jaloers te zijn. Anne-Sophie blijft de fouten opstapelen en iedereen begint eraan te twijfelen of ze wel op haar plaats is op de spoedafdeling. Ellen en Tom leren elkaar beter kennen en worden verliefd. Tom wil zelfs in Vlaanderen blijven voor haar. Luc is niet zo opgezet met hun relatie. Na een tijdje loopt die toch stuk omdat Ellen’s verleden steeds de kop opsteekt. Na de herstructurering van het ziekenhuis komt op de spoeddienst een nieuwe verpleger aan, Yves Servaes, een op het eerste gezicht rustig en terug gehouden jongen maar al snel blijkt dat hij het moet hebben van zijn looks en niet van zijn kunnen... Ook Hofkens is dit opgevallen en gaat onmiddellijk in de aanval. Na onderzoek blijkt Steven onvruchtbaar te zijn dus Hofkens op zijn beurt en Mel zetten al hun hoop op een adoptiekindje, maar dit blijkt niet zonder problemen te gaan. Bea en Femke vinden dat Iris en Filip voor elkaar gemaakt zijn en ze willen de twee een zetje geven door hen elk een gratis ticket voor een pianoconcert te geven. Hun plan werpt zijn vruchten af: de problemen zijn eindelijk van de baan en Iris en Filip zijn nu een echt koppel. Dat ontgaat niemand, alhoewel vooral Filip het wil geheimhouden. Hij is immers bang dat hij of Iris overgeplaatst zal worden. Dit zint Iris niet, ze denkt dat Filip hun relatie niet serieus neemt. Er komt een headhunter langs die Iris een job in Afrika aanbiedt, maar ze twijfelt omwille van Filip. Omdat Filip hun relatie niet aan Luc wil opbiechten, gaat ze in op het voorstel.

### Seizoensfinale
Iris gaat naar Afrika. Bij Filip slaat het nieuws in als een bom. Hij wil haar niet kwijt, maar weet niet hoe hij haar dat moet vertellen. Hij wil haar ook haar droom niet afnemen. Iris komt afscheid nemen van haar collega's. Yves vertrekt in alle stilte, hij kan de druk van de spoeddienst niet langer meer, Luc zorgt ervoor dat hij op een andere afdeling terechtkan in een ziekenhuis buiten de stad. Ellen en Bea proberen Filip, elk afzonderlijk, te overtuigen haar tegen te houden. Luc betrapt Sam en Anne-Sophie al kussend én met een zwangerschapstest in de koffiekamer. Hij eist een overplaatsing en doet zijn beklag bij Filip. Filip verdedigt de verpleegkundigen en vertelt Luc over zijn relatie met Iris. Hij beseft dat hij haar niet kwijt wil en gaat haar achterna. Iris zit al in de trein, maar ook zij wil Filip niet kwijt. Ze kan nog net op tijd uitstappen.